# Juan Vigón
Juan Vigón Suero-Díaz (Colunga, 1880 - Madrid, 1955) était un militaire, homme politique, enseignant, haut fonctionnaire et auteur espagnol.
À l’issue d’une formation militaire de haut niveau (génie militaire, brevet d’état-major), Vigón fut versé dans des unités du génie tant en métropole que dans des zones de combat au Maroc, avant d’enseigner dans des académies militaires et de faire office (de 1924 à 1931) de précepteur pour les princes royaux. Monarchiste et catholique, il opta, au début du biennat rouge (1931–1933) de la Seconde République récemment proclamée, pour le départ à la retraite, mais accepta néanmoins, sous le biennat noir, l’invitation à apporter son concours à la répression de la Révolution asturienne d’octobre 1934. 
À l’éclatement de la guerre civile en juillet 1936, il rallia le camp nationaliste, aida, comme chef d’état-major, à redéfinir la stratégie rebelle, et eut une part importante dans la conquête de la corniche cantabrique début 1937, dans les batailles de Teruel et de l’Èbre en 1938, et dans l’offensive de Catalogne (fin 1938–début 1939). De 1940 à 1945, il exerça comme ministre de l’Armée de l’air, mais, naguère germanophile, fut sacrifié dans l’immédiat après-guerre, quand il s’agit pour le régime franquiste de faire bon visage, en faisant oublier ses accointances avec le nazisme. Il remplit ensuite plusieurs hautes fonctions administratives (président de la Commission de l’énergie nucléaire et de l’Institut national de technique aéronautique, etc.) et fut membre du Conseil du Royaume.

## Biographie

### Premières années et carrière d’enseignant
Juan Vigón vint au monde en 1880 à Colunga, dans la province d’Oviedo, et avait pour père Braulio Vigón Casquero, historien et anthropologue reconnu, originaire de Mieres, professeur à l’Institut royal Jovellanos à Gijón, récipiendaire de la médaille du Mérite de l’Académie royale d'histoire, et pour mère Rosario Suerodíaz Montoto, native de Colunga. Le 1er juillet 1896, alors âgé de seize ans, il résolut de mettre ses pas dans ceux de son grand-père paternel, officier de la Garde civile, et entra sur concours à l’Académie d’ingénieurs de Guadalajara, où il eut pour condisciples Eduardo Barrón y Ramos de Sotomayor et Emilio Herrera Linares. En juillet 1900, porteur du grade de lieutenant, il fut versé dans le 1er régiment de sapeurs-mineurs, en garnison à Logroño, sollicita en novembre d’être muté à Gijón, revint en janvier 1903 à Logroño, mais fut bientôt déplacé à nouveau vers Gijón.
Après la dissolution de son régiment en 1905, il prit du service dans celui des pontonniers, établi à Saragosse. En février 1906, il monta au grade de capitaine par effet d’ancienneté et reçut une affectation à Valladolid, au 6e régiment mixte du génie.
En août de la même année 1906, il participa au concours d’entrée à l’École supérieure de guerre en vue d’obtenir le diplôme d’État-major. Après achèvement du programme d’études théoriques, il accomplit en juillet 1909 les stages pratiques nécessaires à l’obtention dudit diplôme, d’abord dans la ville de Ceuta au Maroc, puis à Madrid et à Ibiza. En septembre 1911, en même temps qu’était reconnu son aptitude au service d’état-major, il se vit accorder six mois de congé pour faire un voyage à Buenos Aires, où il contracta mariage en octobre avec María Esther Sánchez Pertierra.
En février 1912, il fut affecté au 5e régiment mixte du génie, situé à San Sebastián, d’où il fut muté en avril 1916 vers le régiment mixte du génie de Ceuta et placé à la tête de la compagnie de sapeurs détachée à Tétouan. Pendant son bref séjour dans le protectorat du Maroc, il réalisa divers travaux de campagne, dont notamment l’aménagement d’un ensemble de routes destinées à faciliter la défense de la ville et le mouvement des colonnes qui combattaient El Raisuni, et indirectement, le transport et le commerce,.
Revenu ensuite au régiment mixte d’ingénieurs de San Sebastián, il se signala en 1913 par l’œuvre historique qu’il accomplit au sujet des fortifications de cette ville et du siège qu’elle subit en 1813, ce qui lui valut d’être nommé chevalier de l’ordre civil d’Alphonse XII.
Pendant la guerre du Rif, il retourna au Maroc, où il obtint la croix du Mérite militaire en récompense de son action lors de l’assaut de Koudia es-Seriya. En mars 1917, il retourna à San Sebastián et se réintégra dans son ancien régiment, qui avait pris nom de 1er régiment de sapeurs.
À partir du 20 août 1917, Vigón enseigna comme professeur auxiliaire à l’Académie d’ingénieurs de Guadalajara, où il était titulaire des cours d’Art militaire, de Communications militaires, de Géographie militaire et d’Histoire militaire. En janvier 1918, il fut destiné à l’état-major central, où il fut promu commandant en septembre par effet d’ancienneté, et à partir de juin 1920 cumula son poste d’enseignant avec la charge de membre de la Commission de rédaction du règlement des services de campagne.
En août 1924, il monta par ancienneté au grade de lieutenant-colonel sans changer d’affectation. Quatre années plus tard, une fois rempli le délai fixé pour pouvoir occuper le poste d’aide de camp du roi, en l’espèce d’Alphonse XIII, celui-ci, lui ayant trouvé toutes les qualités requises, le désigna pour précepteur du prince des Asturies, Alphonse de Bourbon, et des infants don Jaime, don Juan et don Gonzalo, tout en le rattachant à sa Maison militaire. En juin 1930, Vigón cessa d’être précepteur du prince des Asturies et de l’infant don Jaime, mais poursuivit sa mission auprès de leurs deux frères cadets.

### Deuxième République
En 1931, à la suite de la proclamation de la Deuxième République, ses opinions monarchistes poussèrent Vigón à quitter l’armée en se prévalant de la loi Azaña sur les départs volontaires à la retraite. En septembre de la même année, après avoir passé quatre mois en Suisse en compagnie de la famille royale, il élut domicile avec sa femme et ses neuf enfants à Caravia, hameau à proximité de Colunga, dans les Asturies, où sa femme avait continué de résider. En octobre 1934, quand la colonne navarraise en provenance de Bilbao et dépêchée sur la ville d’Oviedo pour y réprimer la révolte ouvrière traversa les environs de Caravia, le commandant en chef de ladite colonne, le lieutenant-colonel Solchaga, le pria de se joindre à eux en tant que chef d’état-major. Par son action — discrète mais décisive —, Vigón aida alors à la reprise en mains militaire d’Oviedo. Après que la colonne se fut cantonnée à Langreo, Vigón, lieutenant-colonel en retraite, s’en retourna chez lui en novembre.
Il devint, aux côtés de son frère Jorge — général de brigade et futur ministre des Travaux publics dans le huitième gouvernement de l'État espagnol (1957-1962) —, l’un des membres le plus en vue de l’Unión Militar Española, association fondée au lendemain du coup d’État avorté du 10 août 1932, et considérée généralement comme le pendant de droite des Juntas de Defensa.

### Guerre civile
Au début de mars 1936, la victoire électorale du Front populaire porta Vigón à déménager avec sa famille pour Buenos Aires, avec l’intention de se fixer définitivement en Argentine, où il avait des intérêts de famille. Cependant, en juillet, quand il eut appris qu’une bonne part de ses confrères s’étaient rebellés en armes contre le gouvernement de Front populaire, il prit le chemin du retour et se transporta, en passant par Lisbonne en août, en un peu plus d’une vingtaine de jours (en ce compris le voyage par mer), vers Burgos, où il eut une rencontre avec le général Mola, qui lui ordonna de se rendre à Pampelune et de s’intégrer dans l’état-major de la colonne du colonel Beorlegui, laquelle faisait mouvement vers Irún et San Sebastián pour s’en emparer,. Cet objectif atteint en septembre 1937, Vigón, promu colonel en janvier 1937, fut nommé chef d’état-major des Brigades navarraises récemment créées, et à partir de d’octobre élabora à ce titre un plan d’action où la faiblesse de l’ennemi et sa scission en deux zones étaient habilement exploitées. L’armée du Nord commença son offensive le 31 mars 1937 par l’attaque de la Biscaye, qui se solda par la défaite des troupes envoyées par le gouvernement basque contre la province d’Álava, suivie de l'invasion de la province de Santander, puis enfin de la prise des Asturies. Cette campagne permit donc au camp nationaliste et à Vigón — placé sous les ordres de Mola, puis, après la mort accidentelle de celui-ci en juin, de Dávila — de se rendre maître de toute la corniche cantabrique en l'espace de quelques mois. Les Brigades navarraises furent la principale force de choc dans cette campagne du Nord, et tant Mola que Dávila durent reconnaître que la victoire était due pour une grande part à la direction et planification des opérations du colonel Vigón. En reconnaissance de son commandement lors de l’offensive depuis le fleuve Deba jusqu’à la prise de Gijón, Vigón obtint la médaille militaire, et, sitôt après la conquête de la Cantabrie, son ascension au grade de général,.
Tout au long de la Guerre civile, il poursuivit sa discrète, mais décisive mission de « supercommandant en chef » (superjefe) de l’état-major du général Dávila ou de celui du général Franco. L’historien militaire Martínez de Campos souligne à propos du travail de reconnaissance précédant l’offensive contre la Ceinture de fer de Bilbao :

« Le colonel Vigón conseille. Il n’était pas le commandant en chef, pas même chef d’état-major... Il était seulement — ainsi que lui-même le disait lorsqu’on l’interrogeait — ‘Juan Vigón’. »

Quand en mars 1937, l’offensive contre Madrid échoua à la suite de la défaite de Guadalajara, Vigón sut convaincre Franco sur deux points : la nécessité de mettre un terme à l’autonomie des volontaires italiens (CTV), et l’abandon de l’obsession de vouloir conquérir Madrid. Ricardo de la Cierva note :

« S’en étant convaincu, grâce en partie à l’insistance des généraux Juan Vigón et Kindelán, Franco décide, dans un premier temps, de supprimer la relative autonomie du CTV, qu’il intégrera désormais pleinement dans son armée et, en deuxième lieu, d’abandonner l’obsession sur Madrid et de diriger toutes ses forces opérationnelles et de réserve vers la sous-zone républicaine du Nord. Cette décision des plus perspicaces, prise à la suite des déboires du Jarama et de Guadalajara, lui permettra la conquête définitive de la supériorité matérielle et stratégique, et avec elles, de remporter la victoire. C’est là la décision militaire la plus importante de toute la guerre d’Espagne et de toute la vie militaire de Franco. »

En effet, Vigón (et avec lui d’autres hauts commandants ainsi que les chefs de la légion Condor) s'était avisé que le front de Madrid était défendu par un fort nombre de combattants républicains, équipés de nouvelles armes soviétiques et détenant la supériorité aérienne, et était d’opinion qu’il fallait en priorité porter ses efforts sur la zone nord, qui possédait la majeure partie de l’industrie lourde, des mines de charbon et de fer, une population qualifiée et l’industrie d’armement, et dont la conquête pourrait renverser l’équilibre des forces.
En novembre 1937, sitôt conquises les Asturies, et après que les Brigades navarraises eurent été reconfigurées en divisions autonomes, Dávila décida de nommer Vigón chef d’état-major de l’armée du Nord. À ce titre, Vigón mit sur pied l’armée du Centre, dont le quartier-général fut établi début décembre à Medinaceli et qui réunissait un très puissant contingent opérationnel constitué d’unités qui avaient combattu dans le Nord, de forces africaines et des Italiens. Le duc de la Torre, compagnon d’armes et commandant en chef de l’artillerie, le qualifiait de « super-chef d’état-major », avec mission d’assister, voire de suppléer — si besoin était — son supérieur immédiat. Vigón se transporta donc, en même temps que le quartier-général, à Medinaceli pour y préparer l’opération prévue contre Guadalajara. Le gouvernement républicain ayant eu vent des plans franquistes, Vigón opta pour une attaque-surprise à Teruel, ce qui eut pour effet que le principal théâtre d’opération devint désormais et jusqu’à la fin de la guerre les zones de la Méditerranée. La reconquête de Teruel par les Républicains en décembre 1937 entraîna la reconstitution de l’armée du Nord, à laquelle Vigón fut affecté, intervenant alors dans la bataille d'Alfambra, dans l’offensive d'Aragon, dans la bataille de l'Èbre, et enfin dans l’offensive de Catalogne, opération à l’issue de laquelle cette armée disparut, Vigón restant ensuite attaché au quartier-général jusqu’à la fin de la Guerre civile. Une fois encore, Vigón fit figure d’excellent directeur d’opération et les victoires remportées à Alfambra et à Teruel, ainsi que la vertigineuse exploitation de l’avantage obtenu au nord et au sud de l’Èbre par laquelle l’armée du Nord perça respectivement jusqu’à Lérida et jusqu’au littoral méditerranéen, sont dues dans une large mesure à son savoir-faire.

### Sous le franquisme
Franco, très reconnaissant à Vigón de son action, le rattacha à son quartier-général de Burgos, où il resta jusqu’à ce que Franco eut décidé le 9 août 1939 de remplacer son cabinet
 de guerre par un nouveau gouvernement et, du même coup, de décomposer le ministère de la Défense nationale en trois ministères distincts, ceux de l’armée de Terre, de la Marine et de l’Armée de l’air, et d’instituer dans la foulée, afin d’assurer la coordination entre les trois armes, un Haut État-major, dont l’organisation et la mise en marche, puis la direction furent confiées au général Vigón, qui se voyait ainsi investi d’un rôle d’une extraordinaire importance,. La même charge échut ensuite à Francisco Martín Moreno quand Vigón fut désigné pour remplacer Juan Yagüe comme ministre de l’Armée de l’air en juin 1940, poste que Vigón occupera jusqu’au 18 juillet 1945, date à laquelle vint le remplacer le général Eduardo González-Gallarza.

#### Seconde Guerre mondiale
Entre-temps, dès avant sa nomination comme ministre, c’est à Juan Vigón qu’avait été confiée la première action exploratoire destinée à aligner plus complètement l’Espagne sur le IIIe Reich, et où Vigón aurait à exposer aux Allemands les problèmes militaires de l’Espagne. Le 3 juin 1940, à la faveur de son voyage officiel en Allemagne, Franco le missionna personnellement de remettre à Hitler une lettre le félicitant pour « les succès obtenus », mais en l’« excusant de ne pouvoir déclarer la guerre, car en ce cas, les alliés ne tarderaient pas à s’emparer des Canaries » ; en même temps, Juan Vigón faisait part, pour la première fois, du désir de l’Espagne d’avoir sous sa tutelle la totalité du Maroc. L'historien Luis Suárez Fernández note :

« Ce même jour, dans un château en Belgique, Adolf Hitler, exultant de joie, recevait la visite de l’envoyé spécial de Franco, Juan Vigón — monarchiste catholique, comme le décrivaient ses propres services de renseignements —, porteur d’une lettre en date du 3 juin. Devant le maître de l’Europe, le général espagnol eut à déployer, pour la première fois, le jeu périlleux des demandes à deux facettes, celle des revendications territoriales susceptibles de conduire à une nouvelle configuration des sphères d’influence en Méditerranée et en Afrique, et celle des grands besoins en armes, véhicules, carburants et vivres. [...] Pour la première fois, Vigón reçut de Hitler une déclaration en bonne et due forme : l’Allemagne voulait que l’Espagne entre en guerre, afin de contribuer ainsi à l’édification de l’Europe nouvelle. »

L’expérience de son entrevue avec Hitler conduisit Vigón à postuler devant Franco la nécessité de soutenir le maréchal Pétain de sorte que la France puisse conserver ses colonies, très convoitées alors par l’Italie de Mussolini. Deux jours plus tard, Franco limogea du poste de ministre de l’Armée de l’air le général Yagüe, chef de file de la faction germanophile (laquelle préconisait un changement de régime et militait en faveur de l’entrée en guerre de l’Espagne) et le bannit dans son village natal de San Leonardo, dans la province de Soria, et ce en raison d’un différend de Yagüe avec Ramón Serrano Súñer, beau-frère de Franco et alors tout-puissant. Pour le remplacer, Franco arrêta son choix sur Vigón — certes monarchiste traditionaliste, mais plus discret et circonspect que son prédécesseur —, qu’il éleva au rang de général de division pour mérites de guerre, et qu’il maintint à ce poste ministériel jusqu’à la fin de la Seconde Guerre mondiale. Cette nomination fut ressentie comme un coup dur par le clan des aviateurs, des opinions politiques desquels Vigón se méfiait, en particulier de celles de Kindelán, chef efficace de la force aérienne nationaliste durant la Guerre civile, mais notoirement partisan d’un changement de régime en faveur de la monarchie.
Le 30 juin et le 20 juillet 1940, Vigón eut deux entretiens en face à face avec l’amiral Wilhelm Canaris, où furent abordés quelques aspects de l’opération Felix et où Vigón se vit offrir le concours de parachutistes allemands en vue d’une attaque contre Gibraltar. Cependant, le ministre espagnol lui communiqua que l’Espagne n’avait pas fait le moindre préparatif en ce sens. Tant Juan Vigón que Carlos Martínez de Campos signalèrent à Canaris que la seule éventualité où Franco serait prêt à admettre des contingents allemands sur le sol espagnol était l’occurrence d’une invasion alliée directe.
Avant de quitter le territoire espagnol pour aller s’entretenir à Bordighera avec Mussolini, Franco remit les pleins pouvoirs à un triumvirat composé de José Enrique Varela, Juan Vigón et Esteban Bilbao, tous trois monarchistes traditionalistes, et non germanophiles. Si quelque imprévu devait survenir, l’Espagne aurait à être dirigée par eux dans la résistance contre les Allemands. D’autre part, lors de la première séance du Conseil des ministres tenue le 29 juillet 1941, Juan Vigón affirma devant Franco la nécessité de nommer un président de gouvernement.
Face à la conflagration mondiale, Vigón était favorable à ce que ne soient menées que des actions politiques compatibles avec la neutralité espagnole de façon à éviter l’intervention des États-Unis, à ce que l’Espagne renonce à ses prétentions sur le Maroc français, et à ce que les routes commerciales soient maintenues ouvertes. Ces arguments avaient l’appui de l’armée et furent développés par écrit à l’intention du Caudillo. Luis Suárez Fernández relate :

« En réunion du Conseil des ministres, Serrano Súñer expliqua quels étaient ses projets de riposte aux manœuvres de Darlan : l’Espagne devait s’unir plus étroitement à l’Italie pour résister aux pressions allemandes et françaises et pour s’assurer une partie décisive en Afrique du Nord. Toutefois, le général Vigón, ministre de l’Armée de l’air, qualifia d’étourdie cette proposition : se transformer en satellite de l’Italie ne résolvait rien, et pouvait en réaction provoquer le blocus britannique, ce qui nous pousserait à la guerre, dans laquelle, à n’en pas douter, nous subirions le même sort que les Italiens en Abyssinie ou en Grèce ; nous ne devons, conclut Vigón, nous laisser entraîner dans la guerre par personne. »

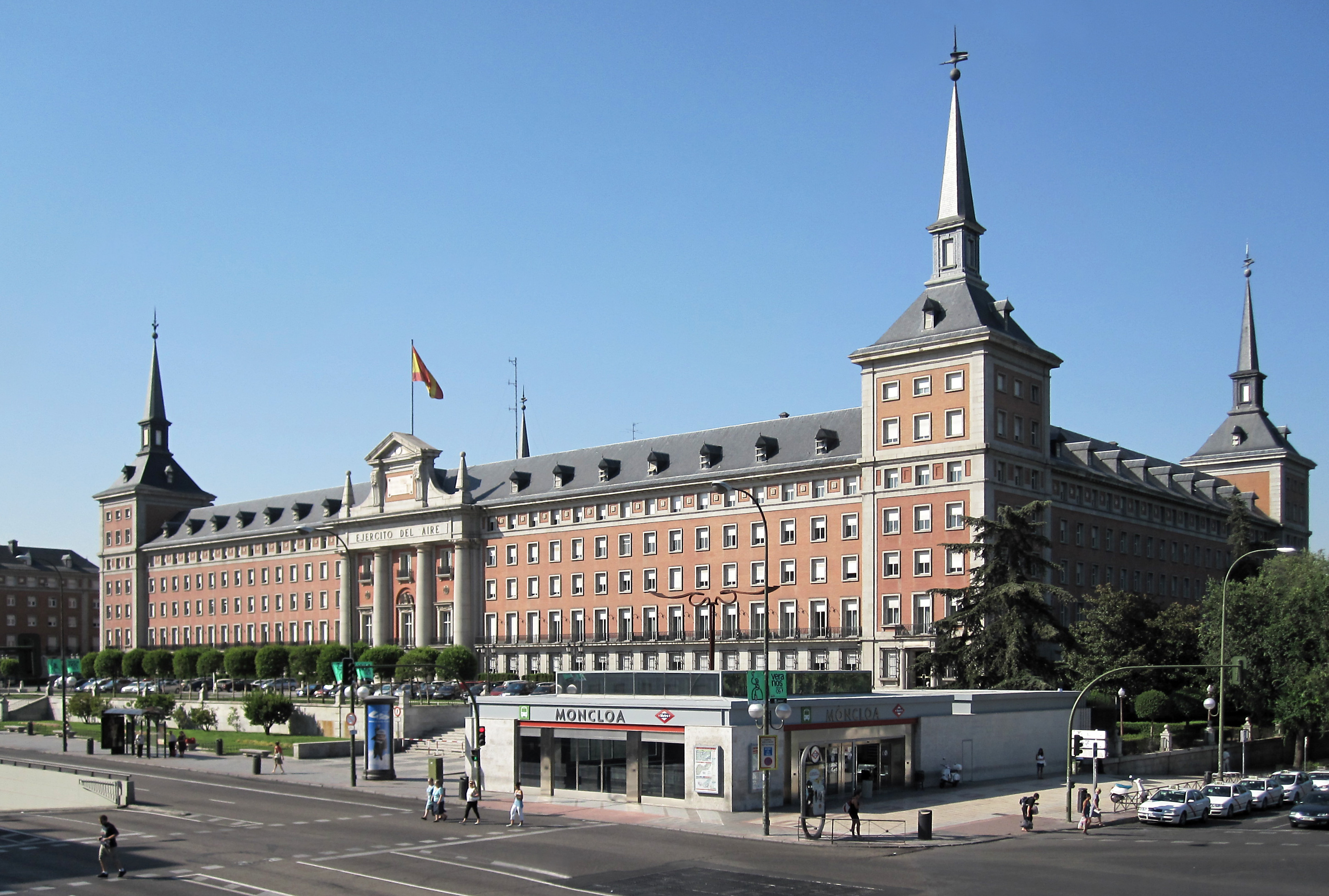
Édifice du ministère de l'Armée de l'air, érigé à Madrid sous le mandat de Juan Vigón.

Dans les premiers mois de son mandat, Vigón eut essentiellement à tâche de dresser, au moyen de visites dans les différentes bases, un état de situation de la force aérienne. Ayant constaté le déplorable état de celle-ci, il se proposa de la rénover et mit au rebut de nombreux matériels remontant à la Guerre civile, en leur substituant les aéronefs alliés qui, pour quelque raison, s’étaient vus forcés d’atterrir sur le sol ou dans les eaux territoriales espagnols, et acquit en outre des avions de fabrication nationale, étant donné l’impossibilité d’en acquérir à l’étranger à cause de la guerre mondiale. À cet effet, il suscita une montée en puissance de l’industrie aéronautique espagnole, notamment par l’engagement de l’État espagnol dans l’entreprise Construcciones Aeronáuticas, S. A. (acronyme CASA), à raison d’un tiers des actions, et fonda l’Institut national de technique aéronautique (INTA), puis plus tard la Direction générale de protection des vols, chargée d’installer et de mettre en œuvre des auxiliaires de navigation, jusque-là quasi inexistants en Espagne. Promu lieutenant-général et nommé procureur aux Cortes en 1943, il créa l’Académie générale de l’Air, qu’il implanta dans une ancienne base aéronavale de la province de Murcie, structura l’armée de l’Air en régions et en zones aériennes, et institua le Corps de spécialistes, afin de s’assurer de pouvoir disposer de mécaniciens compétents. Sous son mandat, on envoya combattre contre l’Union soviétique les dénommées Escadrilles bleues — par analogie à la Division bleue —, comme contrepartie de l’aide apportée à Franco par la Légion Condor pendant la Guerre civile. La compagnie Iberia fut nationalisée et intégrée dans l’Institut national de l’industrie (INI). D’autre part, la construction fut lancée à Madrid d’un colossal siège ministériel, dans le style herreriano, à l’emplacement de la Prison modèle détruite.

#### Positionnement monarchiste et immédiat après-guerre mondiale
Au début de la guerre mondiale, la tentation était pour les uns d’emboîter le pas à la marche triomphale des nazis et des fascistes, et pour les autres d’affirmer les valeurs catholiques de résistance. Les retombées du conflit mondial étaient en Espagne, comme le note Andrée Bachoud, caricaturalement provinciales, et il n’était pas rare que les désaccords entre phalangistes et monarchistes aboutissent à un duel. Il arriva ainsi que José María Pemán, directeur de l’Académie, fit l’éloge du député monarchiste Calvo Sotelo à l’occasion de l’anniversaire de son assassinat, mais que le frère de José Antonio Primo de Rivera, Miguel Primo de Rivera, présent dans la salle, s’en offusqua, jugeant que cet éloge trop fervent d’un monarchiste conservateur faisait de l’ombre à son frère, et provoqua Pemán en duel. Des figures de premier plan, tels Vigón et Alonso Vega, acceptèrent d’être les témoins de Pemán. Cependant, l’affaire finalement tourna court, car Franco s’interposa pour éviter le scandale.
Vigón faisait partie des monarchistes qui dans un premier temps cherchèrent l’appui de l’Allemagne pour contraindre Franco à restaurer la monarchie, avant de tourner ensuite le regard vers la Grande-Bretagne. Certaines personnalités, comme Vigón et Yagüe, avaient même jonglé avec l’idée d’« une monarchie phalangiste » appuyée par l’Allemagne comme meilleure solution aux divisions politiques du pays.
Après que les Allemands eurent eu connaissance de l’intention de Franco de restaurer la monarchie, Von Ribbentrop adressa au ministre de l’Armée de l’air, réputé porte-parole de Juan de Bourbon, une invitation à titre individuel. Serrano Súñer s’y opposa, et Vigón dut décliner l’invitation de son homologue Goering.
L’année 1943 fut celle des impatiences monarchistes. Juan Vigón était sans doute le plus caractérisé parmi les membres militaires du parti Renovación Española, indéfectiblement fidèles au Caudillo, au même titre que nombre d’autres monarchistes. Au lendemain de la chute de Mussolini, le 23 juillet 1943, la presse internationale annonça la mise en place en Espagne d’un directoire militaire, qui aurait pour mission de restaurer la monarchie et où figureraient plusieurs généraux, dont Juan Vigón. Dans les milieux traditionalistes, le possible retour de la monarchie libérale à la façon de 1874 déclencha l’alarme, et dix-sept personnalités éminentes du carlisme rédigèrent et signèrent un manifeste qui, par le truchement du général Vigón, parvint aux mains de Franco.

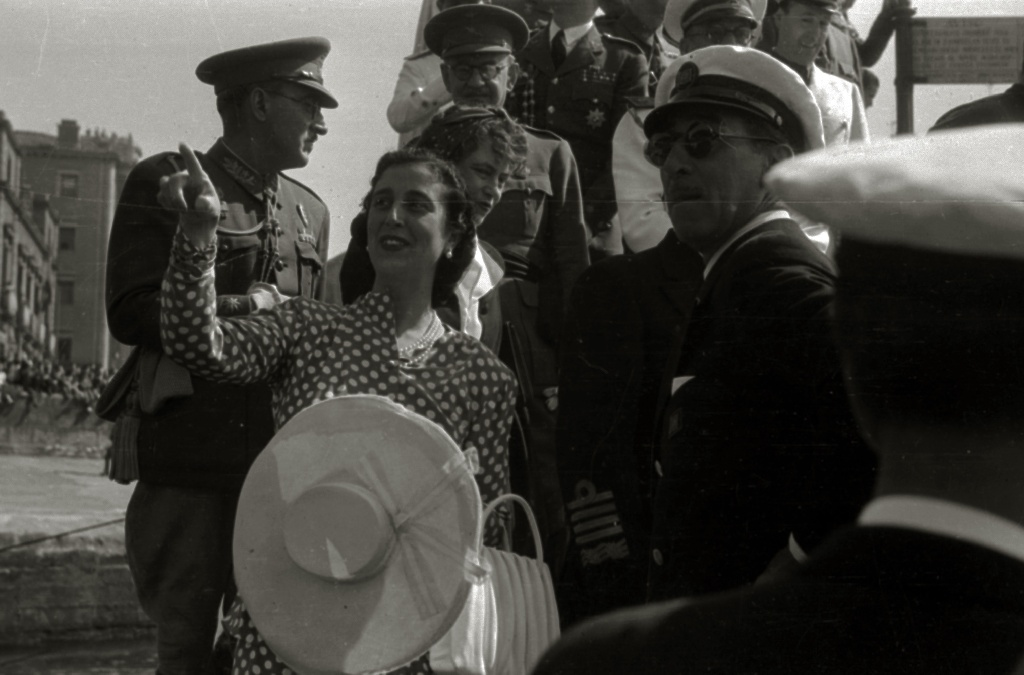
Vigón, aux côtés d’autres personnalités, accompagnant Carmen Polo lors d’un voyage de Franco à Saint-Sébastien en 1941.

Dans l’immédiat après-guerre, Franco dut, dans l’espoir d’amadouer les grandes puissances victorieuses, consentir à un virage de sa politique et provoqua le départ en douceur de certaines personnalités par trop emblématiques du rapprochement du franquisme avec le fascisme et le nazisme. Aussi, en juillet 1945, à l’occasion du remaniement ministériel destiné à constituer un gouvernement plus présentable aux yeux des vainqueurs de la guerre mondiale, Vigón s’avisa-t-il que l’heure était venue de transmettre son département, bien consolidé, à un aviateur, et recommanda à Franco pour le remplacer le général Eduardo González Gallarza, chef d’état-major de l’Armée de l’air depuis 1939 et pionnier de l’aviation espagnole. Outre Vigón, passèrent aussi à la trappe Arrese, Lequerica, Primo de Rivera et Aunós, trop marqués par leur germanophilie.
Vigón passa à diriger l’École supérieure de l’armée et en février 1946 fut à nouveau nommé chef du Haut État-major, fonction qu’il cumula avec celle de directeur de ladite école jusqu’à sa mise en disponibilité en octobre 1948, date à laquelle il fut désigné pour siéger au Conseil du royaume. En 1951, élevé au grade de lieutenant-général, il ajouta à ses fonctions antérieures celles de président de la Commission de l’énergie nucléaire (Junta de Energía Nuclear) et de l’Institut national de technique aéronautique (INTA), de vice-président du Conseil de l’économie nationale, et de membre du Conseil national du Mouvement, postes qu’il occupa jusqu’à sa mort en 1955.
Resté loyal à Franco, il se vit récompensé en 1955, à titre posthume, par l’octroi du titre nobiliaire de marquis de Vigón, dont hérita son fils Juan Ramón Vigón Sánchez, général de division de l’armée de terre. Ses restes furent inhumés dans le cimetière de Caravia, dans les Asturies.

#### Accord de 1953 avec les États-Unis
Après la victoire électorale d’Eisenhower le 22 avril 1953, l’Espagne et les États-Unis signèrent en septembre 1953 un accord dont les aspects militaires avaient été négociés par Juan Vigón et par le général américain August W. Kissner. Ledit accord impliquait, pour le cas où se produirait une guerre entre les États-Unis et l’Union soviétique, l’abandon de la traditionnelle neutralité espagnole, désormais jugée hors-saison. Durant ces négociations, le ministère des Affaires étrangères, avec à sa tête Alberto Martín-Artajo, se trouva totalement marginalisé, Vigón faisant office en effet de principal interlocuteur et Carrero Blanco de courroie de transmission de ce qui se parlementait au Pardo. Par la suite, Vigón eut la charge aussi de superviser l’arrivée du matériel et du personnel américain en Espagne.
À noter que par cet accord, les États-Unis ne s’engageaient qu’à appuyer les capacités défensives de l’Espagne, notamment par la fourniture de matériel militaire, en échange de quoi l’Espagne s’obligeait pour une période de dix ans à permettre l’utilisation d’une série de bases aériennes et navales sur son territoire, librement mobilisables en cas d’agression soviétique. Pour autant, la défense mutuelle n’était pas garantie, vu qu’il n’était pas prévu que lesdites bases soient activées en cas d’attaque directe contre le pays qui les hébergeait. De surcroît, l’Espagne devait renoncer au principe de territorialité de ses lois pénales et accepter que les délits commis par les militaires américains à l’intérieur ou à l’extérieur des bases soient du ressort exclusif de la juridiction américaine.

## Inculpation posthume de crimes contre l’humanité et de détention illégale

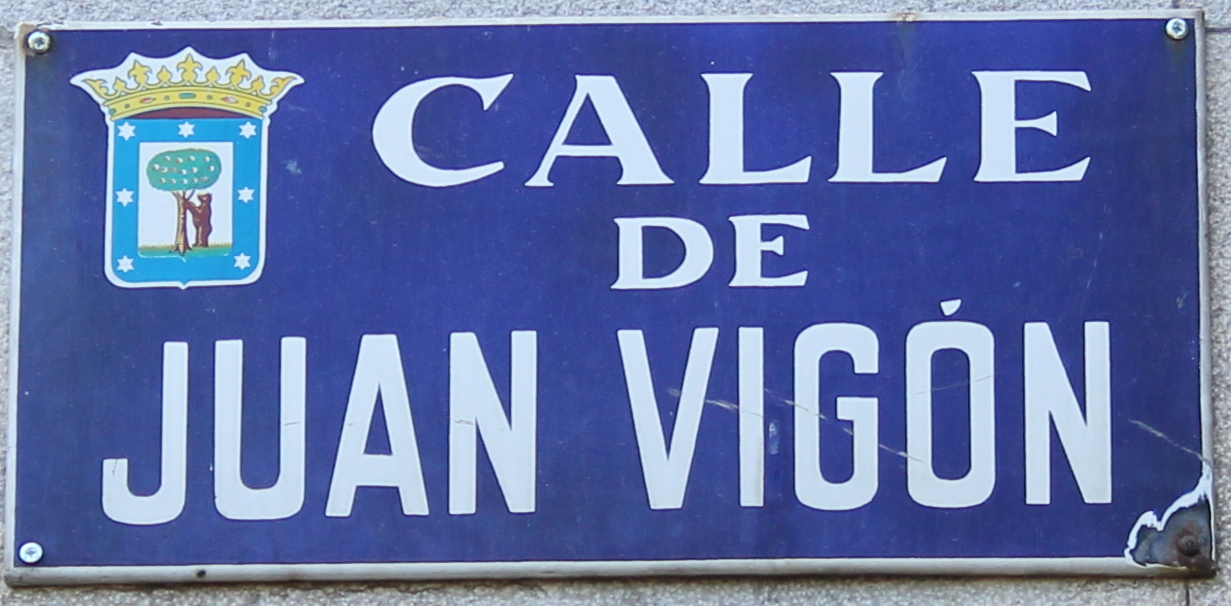
Rue baptisée du nom de Juan Vigón à Madrid.

En 2008, Juan Vigón fut l’un des 35 hauts gradés du franquisme mis en accusation par l’Audience nationale dans le cadre de la procédure engagée par le juge Baltasar Garzón pour délits présumés d’incarcération illégale et de crimes contre l'humanité commis au cours de la guerre civile et des premières années du régime de Franco. Toutefois, le juge déclara éteinte la responsabilité pénale de Vigón, après qu’il eut reçu notification de son décès dûment certifié, survenu près de cinquante ans auparavant,. L’instruction de cette affaire fut à ce point polémique que Garzón vint à être inculpé lui-même de prévarication et dut passer en jugement ; cependant, il fut acquitté par le Tribunal suprême.

## Écrits
- (es) Manual práctico de fortificación de campaña, Madrid, Imprenta del Memorial de Ingenieros del Ejército, 1911, 118 p..
- (es) Historia de las fortificaciones de San Sebastián. Sitio de San Sebastián, San Sebastián/Zarauz, Ediciones del Excmo. Ayuntamiento de la Ciudad de San Sebastián/Talleres Tipográficos Icharopena, 1963, 360 p. (lire en ligne) (en collaboration avec Juan Olavide et Braulio Albarellos).

## Récompenses
- Médaille militaire (1937)[39] ;
- Grand croix de l’ordre d'Isabelle la Catholique (1941)[40] ;
- Grand croix de l’ordre de Saint-Herménégilde (1941)[41] ;
- Grand croix de l’ordre du Mérite militaire (1943)[42] ;
- Grand croix du très distingué ordre royal de Charles III (1945)[43] ;
- Grand croix (avec distinction blanche) de l’ordre du Mérite aéronautique (1947)[44] ;
- Grand croix de l’ordre d’Alphonse X le Sage (1952)[45].